# Paulusabdij (Utrecht)
De Sint-Paulusabdij is een voormalige benedictijner abdij in de stad Utrecht, die werd gesticht rond 1050 door bisschop Bernold, en in 1580 werd opgeheven. 

## Ligging
De bijzondere positie van de abdij – de op een na oudste van Nederland en het “eerste klooster in rang” ten opzichte van de vele andere kloosters in de stad – blijkt ook uit de situering. Samen met de Pieterskerk, de Janskerk en de Mariakerk vormde de kerk van de Sint-Paulusabdij – veelal aangeduid als de Pauluskerk – een kruis van kerken dat in het midden van de elfde eeuw werd gebouwd rondom de Dom en de Oudmunster of Sint-Salvatorkerk. Of de toenmalige bisschop Bernold bij de stichting van deze kerkelijke instellingen een planmatige opzet beoogde, is enigszins omstreden.
De Sint-Paulusabdij verrees op een groot vierkant terrein, even ten zuiden van de bisschoppelijke burcht. Het was met sloten en muren omgeven. Het terrein strekte zich uit van de tegenwoordige Trans aan de noordzijde, de Nieuwegracht aan de oostzijde en de Hamburgerstraat aan de zuidzijde. De westelijke begrenzing lag iets ten westen van de huidige Korte Nieuwstraat. Binnen het terrein lag de rechtsmacht over de bewoners bij de abt. Zo'n immuniteit kenden ook de kapittels van de Pieterskerk en de Janskerk. In het midden stond de kerk, ten zuiden daarvan waren de woonvertrekken van de monniken. Er waren op het terrein ook diverse bedrijfsgebouwen en gastenverblijven. De abt had een eigen huis ten noorden van de kerk. Deze plaats lijkt bewust te zijn gekozen vanwege de positie van de abt als prelaat. Via een poort in de ommuring van het klooster had de hij direct toegang tot de burcht van de bisschop. De abt had een eigen plaats in het koor van de Domkerk, vlak bij de zetel van de bisschop.

## Voorloper
Voorloper van de Sint-Paulusabdij in Utrecht was een kloostergemeenschap die rond het jaar 1000 door bisschop Ansfried was gesticht op een heuvel tussen Amersfoort en Leusden die in de Middeleeuwen werd aangeduid als Hohorst, maar tegenwoordig de naam Heiligenberg draagt. Bisschop Ansfried trok zich op deze plek terug om de wereldse beslommeringen van zijn ambt te laten rusten en zich te wijden aan het monnikenleven volgens de Regel van Benedictus. In de tijd van Ansfried werden de banden met de Duitse keizers versterkt. Aanvankelijk met Otto III en later met Hendrik II. Ansfried, die niet alleen zeer vroom, maar ook zeer rijk was, schonk de Utrechtse kerk vijf domeinhoven. Hij schonk ook een prachtig evangeliarium aan de Sint-Maartenskerk (de latere Domkerk) en was verantwoordelijk voor de verbouwing van de Sint-Salvatorkerk. Zijn roem was zo groot dat de Noormannen nadat ze Tiel hadden geplunderd in 1006 enkele jaren later van een aanval op Utrecht afzagen. Hij hulde zich in monnikspij en stichtte het klooster op de Hohorst. In de woorden van de kroniekschrijver Alpertus van Metz: “Zestien mijl van Utrecht lig een heuvel, ontoegankelijk aan alle kanten. Aan één kant snijdt een modderige rivier (de huidige Heiligenbergerbeek, een bovenloop van de Eem), aan de andere kanten een ononderbroken en zeer breed moeras, doordat ze de heuvel geheel omgeven, elke toegang af. Hierheen liet de bisschop zich met een bootje over die rivier zetten; en omdat hij om te kunnen bidden het menselijk rumoer wilde vermijden, liet hij de top van de heuvel vlak maken door er de bomen en de struiken weg te kappen. Eerst liet hij daar een kapel bouwen, vervolgens voor zichzelf een cel, en nadat nog andere cellen waren gebouwd en aldus een klooster was ontstaan, heeft hij daar een aantal monniken bijeengebracht en hen onder leiding gesteld van een abt. Hier placht hij zich terug te trekken na bijeenkomsten met de koning, na de seend (synode) en na vergaderingen van allerlei soort. Hier zette hij die ellendige zorg voor wereldse aangelegenheden van zich af en wijdde hij zich met al zijn krachten aan de lof en de dienst aan God, zozeer vervuld van bidden, waken en aalmoezen geven, dat niemand met hem kan worden vergeleken.”
Ook wordt over bisschop Ansfried gezegd dat hij en zijn monniken een groep van 72 armen verzorgden, dat hij zich liet tuchtigen door de kloosteroverste en dat hij alles wat hij kon missen, afstond aan de armen. In de winter liet hij in de bomen op de Hohorst voederplaatsen voor de vogels maken.
Ansfried zou in zijn klooster op de Hohorst twaalf monniken hebben opgenomen uit Mönchengladbach; een van hen, Weriger, zou hij als abt hebben aangesteld.
Weliswaar kende het Utrechtse bisdom al “monasteria” die verbonden waren aan de kerken van Sint-Maarten en Sint-Salvator, maar die werden door kanunniken, en niet door monniken bevolkt. Het door de graven van Holland in Egmond gestichte klooster had al voor het einde van de tiende eeuw de Regel van Benedictus aangenomen. Maar het klooster op de Hohorst was het eerste dat direct verbonden was met de Utrechtse kerk.
Al tijdens het leven van Ansfried kreeg het klooster veel “goederen”, bedoeld voor het levensonderhoud van de monniken. Na zijn dood begiftigde ook bisschop Adelbold II het klooster met een reeks domeinen, afkomstig uit het vermogen van de Utrechtse kerk. De eigendommen van het klooster Hohorst werden plechtig bevestigd in een oorkonde van 1028, opgemaakt door de Duitse keizer Koenraad II tijdens een bezoek aan Utrecht. De goederen die door Ansfried en Adelbold II waren geschonken lagen verspreid over het gehele toenmalige bisdom: vooral in het Eemland, maar ook op de Veluwe, langs de IJssel, in Twente en in het rivierengebied.
Bisschop Adelbold II vroeg de hervormer Poppo van Stavelot toezicht te houden op het klooster Hohorst. Het klooster ging zodoende deel uitmaken van een grotere groep kloosters, die onder het gezag van Poppo vielen, waaronder ook vooraanstaande abdijen zoals die van Stavelot en Malmedy en de Sint-Maximinusabdij in Trier.

## Overplaatsing naar Utrecht

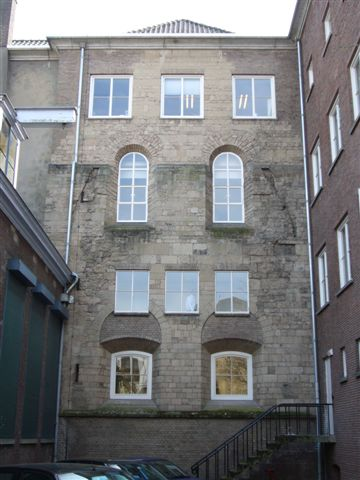
De Sint-Paulusabdij in Utrecht: bewaard gebleven muur van het transept van de kerk

In enkele decennia was het klooster dat Ansfried omstreeks 1000 op de Hohorst had gesticht, uitgegroeid tot een abdij met een rijke goederenschat, en gebaseerd op de voorschriften van de heilige Benedictus. Toch besloot bisschop Bernold, de opvolger van Adelbold II, om het klooster te verplaatsen naar Utrecht.
De wijding van de nieuwe kloosterkerk vond plaats in 1050, dertig jaar na de wijding van de Domkerk door Adelbold II, op exact dezelfde dag, 26 juni.
De kerk werd niet alleen gewijd aan Christus, Maria, de apostelen Petrus en Paulus, die ook al als patronen van de abdij van Hohorst dienden, maar ook aan Sint Maarten, aan wie de Utrechtse Dom van oudsher was gewijd.
De overplaatsing van deze gemeenschap naar Utrecht omstreeks het midden van de elfde eeuw was onderdeel van een uitgebreid stichtingsprogramma van bisschop Bernold, die dankzij uitgebreide vermogensschenkingen door keizer Hendrik III in staat gesteld werd Utrecht uit te bouwen tot een belangrijk kerkelijk centrum.
De Sint-Paulusabdij werd ten zuiden van het complex van Dom en Oudmunster gevestigd, op een terrein dat meer mogelijkheden voor verdere ontwikkeling bood dan de Hohorst. De nabijheid van de bisschoppelijke burcht (en de bewaking door krijgslieden daarvan) bood een goede bescherming. Ten slotte waren er logistieke voordelen: via de Rijn en de Vecht konden de opbrengsten van de domeinen gemakkelijk worden aangevoerd.
Behalve de verhuizing van het klooster stichtte Bernold twee kapittelkerken in Utrecht, de Pieterskerk ten oosten van de Dom en de Janskerk ten noorden van de Dom.
De romaanse kerk van de Sint-Paulusabdij was architectonisch sterk verwant aan de Pieterskerk en de Janskerk. Het was een niet overwelfde driebeukige zuilenbasiliek, gebouwd in tufsteen, met twee westtorens. Voornaamste verschillen met de andere kerken waren dat het koor niet driedelig maar vijfdelig was en dat een crypte ontbrak.

## De abdij in de middeleeuwen
Na de verplaatsing van de abdij van de Hohorst naar Utrecht was de abdij de enige kloostergemeenschap in Utrecht tot aan de oprichting van een johannieterklooster in de twaalfde eeuw. Zij nam binnen de Utrechtse kerk aanvankelijk een vooraanstaande plaats in, gelijkwaardig aan die van de kapittels. Zij deelde evenredig mee in de goederenschenkingen van de bisschoppen en nam deel aan het bestuur van het bisdom.
Pas in de loop van de twaalfde eeuw, nadat de abdij zich had aangesloten bij de keizersgezinde hervormingsbeweging van Siegburg, trad er een verwijdering op tussen de abdij en de pausgezinde bisschop en verloor de Sint-Paulusabdij zijn hoge rang als onderdeel van de Utrechtse kerk.

## Latere lotgevallen
Na de Hervorming in 1580 ging het snel bergafwaarts met de Paulusabdij. In 1593 werd zij opgeheven en werden de gebouwen door de Staten van Utrecht geconfisqueerd. Het kerkgebouw werd in 1595 in gebruik gegeven aan het protestants geworden kapittel van Oudmunster, waarvan de kerk, de Sint-Salvatorkerk, in 1587 afgebroken was. De abdijgebouwen werden verbouwd en in gebruik genomen door het Hof van Utrecht (provinciale rechtbank).
In 1618 werd over de westzijde van het voormalige abdijterrein de Korte Nieuwstraat aangelegd. Langs deze straat en langs de Trans en de Nieuwegracht werden nieuwe percelen uitgegeven ten behoeve van huizenbouw.
De kerk werd, op het koor na, in 1707 vrijwel geheel afgebroken. Het koor werd in 1804 alsnog gesloopt. De overige abdijgebouwen werden in 1837-1838 grondig verbouwd tot het thans nog bestaande gebouw van de voormalige rechtbank op de hoek van de Hamburgerstraat en de Korte Nieuwstraat, ontworpen door Christiaan Kramm. De Pauluspoort is rond die tijd afgebroken. Een volgende ingrijpende verbouwing vond plaats in 1953-1961. Na het vertrek van de rechtbank in 2000 vond een nieuwe verbouwing en restauratie plaats. Thans heeft een horeca-vestiging een deel van het gebouw in gebruik, een ander deel biedt ruimte aan een afdeling van Het Utrechts Archief.

## Overgebleven resten
De tufstenen romaanse zuidmuur van het transept van de kerk is bewaard gebleven in de latere bebouwing en is zichtbaar vanuit de Hofpoort aan de Nieuwegracht. De muur werd in 1954 achter een pleisterlaag teruggevonden. Ook van de overige abdijgebouwen zijn verschillende resten in de latere bebouwing bewaard gebleven. Zij zijn bij de laatste restauratie zo veel mogelijk in het zicht gebracht. Een teruggevonden spitsboog, daterend van kort na een stadsbrand in 1253, is een van de vroegste uitingen van de gotiek in de Nederlandse bouwkunst.
Aan de Nieuwegracht is een fraaie toegangspoort bewaard gebleven die uit de laatste fase van het bestaan van de abdij dateert (derde kwart van de zestiende eeuw). De hardstenen poort, die kort na 1617 werd aangepast, staat bekend als Hofpoort (vernoemd naar de Hof van Utrecht).
Historische kerkgebouwen:
Sint-Augustinuskerk · Buurkerk · Sint-Catharinakathedraal · Domkerk · Doopsgezinde kerk · Geertekerk · Jacobikerk · Jacobuskerk · Janskerk · Kerkenkruis · Lutherse Kerk · Mariakerk · Maria Minor · Nicolaïkerk · Pieterskerk · Sint-Gertrudiskathedraal · Sint-Martinuskerk · Sint-Salvatorkerk · Sint-Willibrordkerk · Westerkerk

Overige kerkgebouwen:
Adventkerk · Bethelkerk · Blijde Boodschapkerk · Gerardus Majellakerk · Heilig Hartkerk · Holy Trinity Church · H. Johannes de Doper en H. Bernarduskerk · Johanneskerk · Mattheüskerk · Nieuwe Kerk · Sint-Aloysiuskerk ·Sint-Antoniuskerk · Sint-Dominicuskerk · Sint-Gertrudiskerk · Sint-Jacobuskerk · Sint-Josephkerk · Sint-Rafaëlkerk · Stefanuskerk · Tuindorpkerk · Wederkomst des Herenkerk · Wilhelminakerk · Willem de Zwijgerkerk

Deels gesloopte kerken:
Oranjekerk

Gesloopte kerken:
Christus Koningkerk · Begijnekerk · Heilig Kruiskapel · Johannes de Doperkerk  · Julianakerk · Lucaskerk · Onze-Lieve-Vrouw-van-Goede-Raadkerk · 
Onze-Lieve-Vrouw-ten-Hemelopnemingkerk · Oosterkerk · Sint-Bernarduskerk · Sint-Dominicuskerk (Walsteegkerk) · Sint-Ludgeruskerk · Sint-Monicakerk · Sint-Nicolaaskerk · Sint-Pauluskerk · Sint-Salvatorkerk · Vaartkerk · Zuiderkerk

Voormalige kerken:
Emmaüskerk · Noorderkerk · Leeuwenbergkerk · Sint-Isidoruskerk

Lijst van kerken in Utrecht
Agnietenklooster · Andreasklooster · Sint-Barbaraklooster · Begijnhof · Klooster Bethlehem · Brigittenklooster · Catharijneconvent · Ceciliaklooster · Cellebroedersklooster · Klooster Cenakel · Duitse Huis · Hieronymusconvent · Jeruzalemklooster · Karmelietenklooster · Kathedraalschool · Maria Magdalenaklooster · Mariëndaal · Minderbroederklooster · Nieuwlicht · Sint-Nicolaasklooster · Paulusabdij · Predikherenklooster · Regulierenklooster · Sint-Servaasabdij · Sint-Stevensabdij · Sint Ursulaklooster · Vredendaal · Wittevrouwenklooster
- Library of Congress Control Number: n2011055098
- Virtual International Authority File: 311501697